# Ceiba insignis
Ceiba insignis es una especie arbórea de la familia Malvaceae, nativa de los bosques secos interandinos del sur de Ecuador y norte de Perú. Erróneamente, durante décadas se conoció con este nombre un taxón que habita las yungas y el Chaco seco de la Argentina, Bolivia y el Paraguay, el cual en realidad se trata de otra especie: Ceiba chodatii.

## Descripción
Árbol de aproximadamente 10 m de altura y tronco espinoso. Hojas con 5 a7 folíolos de margen entero o finamente dentado. Flores blancas con manchas rosadas o rojizas, con pétalos de 9-12 cm de largo.

## Taxonomía
Esta especie fue descrita originalmente como Chorisia insignis por Kunth en Nova Genera et Species Plantarum (quarto ed.) 5: 297. 1821 y trasladada al género Ceiba por P.E.Gibbs & Semir y publicado en Notes from the Royal Botanic Garden, Edinburgh 45(1): 134. 1988.

### Etimología
- Ceiba: de ceibo

- El anterior nombre genérico Chorisia homenajea a J. L. Choris (1795-1828), artista ruso y compañero de viaje del naturalista Kotzebue;

- insignis: epíteto del latín insignis-e, distinguido, que resalta.